# ألان نونو
ألان نونو (بالفرنسية: Allen Nono)‏ (15 أغسطس 1992 الغابون - ) هو لاعب كرة قدم غابوني، يلعب كمهاجم.

## روابط خارجية
- ألان نونو على موقع قاعدة بيانات كرة القدم.إي يو (الإنجليزية)
- ألان نونو على موقع ناشيونال فوتبول تيمز (الإنجليزية)
- ألان نونو على موقع Soccerway.com (الإنجليزية)
- ألان نونو على موقع عالم كرة القدم.نت (الإنجليزية)
- ألان نونو على موقع أوليمبيديا (الإنجليزية)